# Ключ 1
Ключ 1 (иер. 一) со значением «один, единица, начало», первый по порядку из 214 традиционного списка иероглифических ключей, используемых при написании иероглифов. Может употребляться самостоятельно в качестве иероглифа с тем же значением. В КНР, где используется список из 201 знака, также считается первым по порядку.
В иероглифике и каллиграфии является одной из графем — горизонтальной чертой хэн (橫 héng). Входит в восемь принципов иероглифа юн.
В качестве одного из ключей в иероглифе может терять семантику «единицы» и обозначать предел: «потолок» в положении сверху и «пол» в положении снизу.
В каллиграфии считается одним из самых сложных для написания элементов.

## Примеры иероглифов
| Доп. черты | примеры                 |
| ---------- | ----------------------- |
| 0          | 一                      |
| 1          | 丁 丂 七 丄 丅 丆       |
| 2          | 万 丈 三 上 下 丌 与 卄 |
| 3          | 不 丏 丐 丑 丒 专 丗    |
| 4          | 且 丕 世 丘 丙 业 丛    |
| 5          | 丞 丟 丠 両 丢 㐁       |
| 6          | 丣 两 严 丽             |
| 7          | 並                      |

## Юникод
В стандарте Юникод ключ присутствует начиная с версии 3.1, вышедшей в 1999 году, и находится в блоке «Ключи Канси» (англ. Kangxi Radicals) под кодом U+2F00 и названием kangxi radical one. Отдельно графема включена в блоке «Унифицированные идеограммы ККЯ» (англ. CJK Unified Ideographs) в качестве знака китайского письма, где ему присвоена кодовая позиция U+4E00 и условное название cjk unified ideograph-4E00. В то время как первый символ используется для описания компоненты иероглифических знаков, второй является полноценным знаком письма.